# Rhinomugil corsula
Rhinomugil corsula és una espècie de peix de la família dels mugílids i de l'ordre dels mugiliformes que habita a l'Índia, Bangladesh, el Nepal i Myanmar. És un peix de clima tropical (22 °C-30 °C) i pelàgic. Els mascles poden assolir 45 cm de longitud total. És ovípar i els ous són pelàgics. És inofensiu per als humans.